# Lost in the Fire
Singles par Gesaffelstein
Reset
(2018) Blast Off
(2019)
Singles par The Weeknd
What You Want (en)
(2018) Wake Up (en)
(2019)
Clip vidéo
[vidéo] « Lost in the Fire », sur YouTube
Lost in the Fire est une chanson du disc-jockey français Gesaffelstein et du chanteur canadien The Weeknd. Elle est sortie le 11 janvier 2019 en tant que deuxième single du deuxième album studio de Gesaffelstein Hyperion. Nate Donmoyer a assisté les artistes dans la production et l'écriture de la chanson, avec l'écriture supplémentaire d'Ahmad Balshe et Jason Quenneville.

## Accueil critique
Lost in the Fire est classée la 31e meilleure chanson de dance du premier semestre 2019 par le magazine américain Billboard. La journaliste Kat Bein décrit la chanson comme un « hit construit sur des synthés de science-fiction et l'humeur de minuit. » Elle a également comparé la production de la chanson à celle de Daft Punk et complimente le nouveau look métallique de Gesaffelstein dans les visuels de la chanson et de son album parent.

## Clips vidéo
Le 11 janvier 2019, deux clips vidéo différents sont sortis pour la chanson. Le premier des deux est un clip exclusif de la plateforme de streaming Spotify. Le second est le clip officiel pour le single, réalisé par Manu Cossu, qui est sorti sur YouTube.

## Crédits et personnel
Crédits provenant de Tidal.
- Mike Lévy - production, composition, paroles, synthétiseurs
- Abel "The Weeknd" Tesfaye - production, composition, paroles, voix
- Jason "DaHeala" Quenneville (en) - production, paroles, composition, claviers, programmation
- Ahmad Balshe - composition, paroles
- Nate Donmoyer - composition, paroles, production additionnelle, ingénieur, montage, synthétiseurs, percussion
- Chris Kasych - ingénieur
- Shin Kamiyama - ingénieur
- Chenao Wang - ingénieur assistant
- Collin Kadlec - ingénieur assistant
- John Hanes - ingénieur assistant
- Serban Ghenea - ingénieur en mastérisation

## Classements et certifications
| Classement (2019)                          | Meilleure position |
| ------------------------------------------ | ------------------ |
| Allemagne (Media Control AG)               | 49                 |
| Australie (ARIA)                           | 24                 |
| Autriche (Ö3 Austria Top 40)               | 54                 |
| Belgique (Flandre Ultratop 50 Singles)     | 43                 |
| Belgique (Flandre Ultratop R&B/Hip-Hop)    | 6                  |
| Belgique (Wallonie Ultratop 50 Singles)    | 20                 |
| Belgique (Wallonie Ultratop 50 Airplay)    | 10                 |
| Belgique (Wallonie Ultratop R&B/Hip-Hop)   | 3                  |
| Canada (Hot 100)                           | 14                 |
| Canada (CHR/Top 40)                        | 9                  |
| Canada (Hot AC)                            | 22                 |
| Danemark (Tracklisten)                     | 17                 |
| Écosse (OCC)                               | 35                 |
| États-Unis (Hot 100)                       | 27                 |
| États-Unis (Adult Pop Songs)               | 31                 |
| États-Unis (Dance Club Songs)              | 6                  |
| États-Unis (Hot Dance/Electronic Songs)    | 22                 |
| États-Unis (R&B/Hip-Hop Songs)             | 13                 |
| États-Unis (Pop Airplay)                   | 13                 |
| États-Unis (Rhythmic Songs)                | 11                 |
| Finlande (Suomen virallinen lista)         | 9                  |
| France (SNEP)                              | 78                 |
| Grèce (IFPI International Digital Singles) | 11                 |
| Hongrie (Stream Top 40)                    | 15                 |
| Hong Kong (Metro Radio)                    | 14                 |
| Irlande (Irish Singles Chart)              | 19                 |
| Lettonie (LAIPA)                           | 9                  |
| Liban (Top 20 libanais)                    | 1                  |
| Lituanie (AGATA)                           | 4                  |
| Mexique (México Airplay)                   | 39                 |
| Pays-Bas (Nederlandse Top 40)              | 35                 |
| Pays-Bas (Single Top 100)                  | 60                 |
| Pays-Bas (Dance Top 30)                    | 11                 |
| Nouvelle-Zélande (Hot Singles RMNZ)        | 2                  |
| Norvège (VG-lista)                         | 20                 |
| Portugal (AFP)                             | 43                 |
| Roumanie (Airplay 100)                     | 18                 |
| Royaume-Uni (UK Singles Chart)             | 9                  |
| Royaume-Uni (UK R&B Chart)                 | 3                  |
| Slovaquie (IFPI Rádio)                     | 54                 |
| Slovaquie (IFPI Singles Digitál)           | 9                  |
| Suède (Sverigetopplistan)                  | 9                  |
| Suisse (Schweizer Hitparade)               | 29                 |
| Tchéquie (IFPI Rádio)                      | 48                 |
| Tchéquie (IFPI Singles Digitál)            | 20                 |

| Classement (2019)                       | Position |
| --------------------------------------- | -------- |
| Belgique (Wallonie Ultratop)            | 86       |
| États-Unis (Hot Dance/Electronic Songs) | 11       |
| États-Unis (Hot R&B/Hip-Hop Songs)      | 99       |
| Roumanie (Airplay 100)                  | 84       |

### Certifications
| Région | Certification | Ventes/Streams |
| --- | ------------- | -------------- |
| Australie (ARIA) | Or            | 35 000^        |
| Canada (MC) | Platine       | 80 000‡        |
| États-Unis (RIAA) | Or            | 500 000^       |
| Royaume-Uni (BPI) | Argent        | 200 000‡       |
| *Ventes selon la certification ^Mise en rayon selon la certification xNon précisé par la certification ‡ventes/streaming selon la certification |               |                |

## Historique de sortie
| Pays       | Date            | Format                                    | Label(s)          | Réf    |
| ---------- | --------------- | ----------------------------------------- | ----------------- | ------ |
| États-Unis | 11 janvier 2019 | - Téléchargement - streaming              | - Columbia - Sony | [ 56 ] |
| États-Unis | 14 janvier 2019 | Diffusion radios (hot adult contemporary) | - Columbia - Sony | [ 57 ] |
| États-Unis | 15 janvier 2019 | Diffusion radios (contemporary hit radio) | - Columbia - Sony | [ 58 ] |
| États-Unis | 22 janvier 2019 | Diffusion radios (dance radio)            | - Columbia - Sony | [ 59 ] |
| Italie     | 25 janvier 2019 | Diffusion radios (contemporary hit radio) | - Columbia - Sony | [ 60 ] |